# Bramsche
Bramsche – miasto i gmina samodzielna (niem. Einheitsgemeinde) w Niemczech, w kraju związkowym Dolna Saksonia, w powiecie Osnabrück. W 2008 r. liczyło 31 152 mieszkańców.

## Historia
Na wzgórzu Kalkriese zgodnie z ostatnimi badaniami archeologicznymi lokalizowana jest bitwa w Lesie Teutoburskim, w której armia rzymska dowodzona przez Warusa poniosła druzgocącą klęskę pokonana przez koalicję plemion germańskich dowodzonych przez Arminiusa (9 n.e.).

## Współpraca
| - Biskupiec, Polska - Harfleur, Francja - Ra’ananna, Izrael - Todmorden, Wielka Brytania |